# Moštanica (Kulpa)
A Moštanica egy patak Horvátországban, a Kulpa jobb oldali mellékvize.

## Leírása
A Moštanica a Zrinyi-hegység lábánál, az azonos nevű falu közelében ered, és Sziszektől délre, Mošćenica falu közelében ömlik a Kulpába. Hosszúsága 12,2 km, vízgyűjtő területe 31,3 km². A fő mellékvize a Veliki Lukavac.